# Archives internationales d’histoire des sciences
Die Archives Internationales d’Histoire des Sciences (ARIHS, International Archive of the History of Science) sind eine 1947 gegründete Zeitschrift für Wissenschaftsgeschichte (Naturwissenschaften, Mathematik, Medizin, Technik, Geographie) und -philosophie der Académie internationale d’histoire des sciences, deren offizielles Organ sie ist. Sitz ist das Pariser Observatorium.
Sie setzte die Zeitschrift Archeion der Vorkriegszeit fort. Chefredakteurin ist seit 2018 Michela Malpangotto.
Sie erscheinen 2017 im 67. Jahrgang und es erscheinen zwei Ausgaben pro Jahr. Publikationssprachen sind Englisch, Französisch, Italienisch, Deutsch, Russisch und Spanisch. Sie erscheinen bei Brepols. Die ISSN ist 0003-9810.